# 帕拉爾 (奇瓦瓦州)

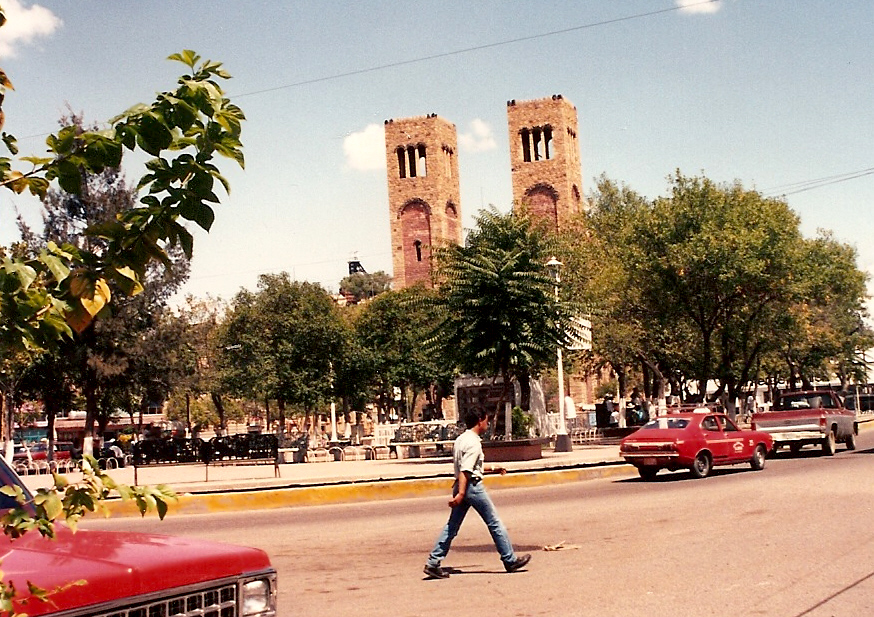

帕拉爾（西班牙語：Parral）是墨西哥的城鎮，由奇瓦瓦州負責管轄，位於該國北部，距離首府奇瓦瓦市220公里，始建於1631年7月14日，海拔高度1,620米，每年平均降雨量490毫米，2010年人口104,836。

## 外部連結
- Municipio de Hidalgo del Parral （页面存档备份，存于） Official website
- Parral Chihuahua （页面存档备份，存于）
- www.PuroChihuahua.com （页面存档备份，存于）
- www.houstonculture.org （页面存档备份，存于）
- www.enparral.com
- （页面存档备份，存于） Parral images

26°56′N 105°40′W / 26.933°N 105.667°W